# 리처드 리 (기업인)

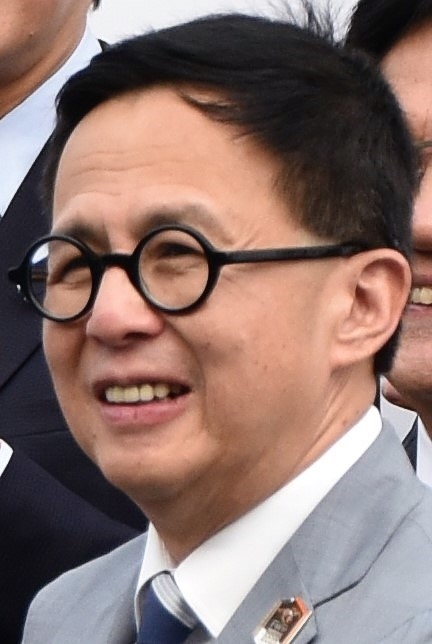
2023

리처드 리(Richard Li, 1966년 11월 8일 ~ )는 홍콩의 기업인이다. 백만장자 리카싱의 아들로, 홍콩 통신 회사 퍼시픽 센추리 그룹 (PCG)의 창업자이다.